# Team Polti Kometa/Saison 2024
Dieser Artikel beschreibt die Mannschaft und die Siege des Radsportteams Polti Kometa in der Saison 2024.

## Mannschaft
| Teamkader 2024          | Teamkader 2024    | Teamkader 2024         | Teamkader 2024                             |
| Name                    | Geburtsdatum      | Land                   | Vorheriges Team                            |
| ----------------------- | ----------------- | ---------------------- | ------------------------------------------ |
| Davide Bais             | 2. April 1998     | Italien                | Cycling Team Friuli ASD (2020)             |
| Mattia Bais             | 19. Oktober 1996  | Italien                | Drone Hopper-Androni Giocattoli (2022)     |
| Davide De Cassan        | 4. Januar 2002    | Italien                | Cycling Team Friuli ASD (2023)             |
| Paul Double             | 25. Juni 1996     | Vereinigtes Königreich | Human Powered Health (2023)                |
| Matteo Fabbro           | 10. April 1995    | Italien                | Bora-Hansgrohe (2023)                      |
| Erik Fetter             | 5. April 2000     | Ungarn                 | Pannon (2019)                              |
| Andrea Garosio          | 12. Juni 1993     | Italien                | Biesse-Carrera (2022)                      |
| Germán Darío Gómez      | 8. März 2001      | Kolumbien              | GW Shimano-Sidermec (2023)                 |
| Giovanni Lonardi        | 9. November 1996  | Italien                | Bardiani CSF Faizanè (2021)                |
| Mirco Maestri           | 26. Oktober 1991  | Italien                | Bardiani CSF Faizanè (2021)                |
| David Martin            | 19. Februar 1999  | Spanien                | Kometa U23 (2021)                          |
| Alex Martin             | 25. Januar 2000   | Spanien                | Kometa U23 (2021)                          |
| Francisco Muñoz Llana   | 24. Juni 2001     | Spanien                | EOLO-Kometa U23 (2023)                     |
| Manuel Peñalver         | 10. Dezember 1998 | Spanien                | Burgos-BH (2023)                           |
| Andrea Pietrobon        | 11. März 1999     | Italien                | EOLO-Kometa U23 (2022)                     |
| Davide Piganzoli        | 8. Juli 2002      | Italien                | EOLO-Kometa U23 (2022)                     |
| Jhonatan Restrepo       | 28. November 1994 | Kolumbien              | GW Shimano-Sidermec (2023)                 |
| Javier Serrano          | 17. April 2001    | Spanien                | EOLO-Kometa U23 (2022)                     |
| Diego Sevilla           | 4. März 1996      | Spanien                | Polartec-Fundación Alberto Contador (2017) |
| Fernando Tercero        | 28. Dezember 2001 | Spanien                | EOLO-Kometa U23 (2022)                     |
|                         |                   |                        |                                            |
| Quelle: ProCyclingStats |                   |                        |                                            |

## Siege
| Siege    | Siege                          | Siege  | Siege  | Siege             | Siege |
| Datum    | Rennen                         | Staat  | Klasse | Sieger            |       |
| -------- | ------------------------------ | ------ | ------ | ----------------- | ----- |
| 10. Feb. | Tour of Antalya, 3. Etappe     | Türkei | 2.1    | Davide Piganzoli  |       |
| 11. Feb. | Tour of Antalya, Gesamtwertung | Türkei | 2.1    | Davide Piganzoli  |       |
| 20. Feb. | Tour du Rwanda, 3. Etappe      | Ruanda | 2.1    | Jhonatan Restrepo |       |
| 23. Apr. | Türkei-Rundfahrt, 3. Etappe    | Türkei | 2.Pro  | Giovanni Lonardi  |       |

## UCI-Weltranglisten-Platzierungen
| UCI-Ranking | UCI-Ranking           | UCI-Ranking            | UCI-Ranking |
| Fahrer      | Fahrer                | Land                   | Punkte      |
| ----------- | --------------------- | ---------------------- | ----------- |
| 161.        | Davide Piganzoli      | Italien                | 613 P.      |
| 247.        | Paul Double           | Vereinigtes Königreich | 366 P.      |
| 281.        | Giovanni Lonardi      | Italien                | 323 P.      |
| 438.        | Mattia Bais           | Italien                | 196 P.      |
| 458.        | Mirco Maestri         | Italien                | 185.3 P.    |
| 636.        | Andrea Pietrobon      | Italien                | 111 P.      |
| 649.        | Jhonatan Restrepo     | Kolumbien              | 108 P.      |
| 680.        | Erik Fetter           | Ungarn                 | 101 P.      |
| 685.        | Fernando Tercero      | Spanien                | 100 P.      |
| 775.        | Manuel Peñalver       | Spanien                | 81 P.       |
| 851.        | Davide De Cassan      | Italien                | 73 P.       |
| 893.        | Matteo Fabbro         | Italien                | 67 P.       |
| 907.        | David Martin          | Spanien                | 65 P.       |
| 998.        | Diego Sevilla         | Spanien                | 58 P.       |
| 1052.       | Javier Serrano        | Spanien                | 54 P.       |
| 1153.       | Germán Darío Gómez    | Kolumbien              | 47 P.       |
| 1226.       | Andrea Garosio        | Italien                | 42 P.       |
| 1890.       | Davide Bais           | Italien                | 16 P.       |
| 2108.       | Alex Martin           | Spanien                | 12 P.       |
| 2325.       | Francisco Muñoz Llana | Spanien                | 8 P.        |